# 三國志12
『三國志12』（さんごくし・トゥウェルブ）は、2012年にコーエーテクモゲームスから発売された歴史シミュレーションゲーム。「三國志シリーズ」の第12作。

## 概要
低機能のパソコンでも動作できるようにするため、前作『三國志11』までと異なり、ノートパソコンやネットブックでの動作を念頭に置いた動作環境になった。ただし、『11』発売から6年経過しているため、ディスプレイ以外の絶対的な要求性能は前作より引き上げられている。6年間の一般的なパソコン性能向上に比べて、引き上げ幅を抑えたということになる。
そのため、特に後半年代の武将およびシナリオの削減、『三國志IX』以降用いられてきた一枚マップや、前作『11』で採用されていた箱庭内政の廃止など、全体的な簡略化が行われている。
オンライン対戦機能も本作の大きな特徴の一つである。製品版の他、無料で入手できる対戦版でもオンライン対戦を行うことができるようになっている。それゆえに、転売は事実上できなくなっている。
2018年1月17日よりwithパワーアップキット版がSteamにてダウンロード販売中である（オンライン対戦機能なし）。

## シナリオ
★付きのものは架空（if）シナリオ。
1. 紀元前246年 1月　戦国七雄
2. 184年 2月　黄巾の乱
3. 187年 7月　漢朝騒乱(PK)
4. 190年 1月　反董卓連合
5. 193年 4月　徐州変遷(PK)
6. 195年 1月　群雄割拠
7. 200年 5月　官渡の戦い
8. 200年 10月　覇王袁紹(PK)
9. 207年 9月　三顧の礼
10. 208年8月赤壁の戦い(PK)
11. 214年 6月　益州平定
12. 219年7月漢中王劉備(PK)
13. 223年8月五路侵攻戦(PK)
14. 251年 1月　英雄集結 ★
15. 251年 1月　信長転生 ★

## 出演
- 中尾良平 (劉備)
- 福原耕平 (関羽)
- 川津泰彦 (張飛)
- 堀之紀
- 宮崎寛務
- 鈴木賢
- 赤羽根健治
- 高塚正也
- 江川央生
- 宮坂俊蔵
- 荒井聡太
- 牛田裕子
- 斎藤佑圭
- 三上枝織
- 佐々木愛

## 動作環境
- Windows XP SP3以降/Vista/7[注釈 1]
- Celeron 1.2GHz以上、またはATOM 1.5GHz以上
- メモリ1GB以上
- ハードディスク空き容量5GB以上[注釈 2]
- DVD-ROMドライブ（ダウンロード版不要）
- 1024×576ピクセル以上表示可能なディスプレイ
- ネットワーク接続環境必須
- 16bitステレオ48kHzのWAVE音源